# Roman Ungern von Sternberg
Baronul Roman Friederich Nickolaus von Ungern-Sternberg (în rusă Роман Фёдорович Унгерн фон Штернберг, transliterat: Roman Fiodorovici Unghern fon Șternberg), cunoscut și ca Baronul sângeros sau Baronul nebun (n. 29 decembrie 1885/10 ianuarie 1886, Graz, Austro-Ungaria – d. 15 septembrie 1921, Novo-Nikolaevsk, RSFS Rusă) a fost un german de origine baltică, devenit general-locotenent în armata rusă, unul din comandanții militari ai Armatei albe anticomuniste în timpul Războiul Civil Rus, mai târziu separându-se și devenind comandant militar independent cu aspirația de a conduce Mongolia și alte teritorii rusești la est de lacul Baikal.
Deși s-a născut cu numele von Ungern-Sternberg, mai târziu l-a schimbat în Ungern von Sternberg.

## Biografie
Ungern von Sternberg s-a născut în Graz, Austria, într-o familie nobilă, și a fost crescut în Tallinn (Reval), Estonia (pe atunci parte a Imperiului Rus), de tatăl său vitreg Oskar von Hoyningen-Huene. După absolvirea Școlii militare Pavlovsk din Sankt Petersburg, a fost trimis în Siberia, unde a fost impresionat de stilul de viață nomadic al unor popoare ca mongolii și buriații.

### Primul război mondial
În timpul Primului Război Mondial, Ungern von Sternberg a luptat în Galiția, unde s-a făcut remarcat ca fiind un ofițer foarte curajos, dar cam necugetat și instabil psihic.
Generalul Vranghel menționează în memoriile sale că s-a ferit să-l promoveze pe Ungern-Sternberg. După Revoluția din Februarie din 1917, a fost trimis de Guvernul provizoriu rus în Orientul Îndepărtat Rus, sub comanda lui Grigori Semenov.

### Revoluția din Octombrie, 1917
După Revoluția din Octombrie din 1917, Semenov și mâna sa dreaptă, Ungern von Sternberg, s-au raliat împotriva bolșevicilor. În următoarele luni Ungern von Sternberg s-a remarcat printr-o extremă cruzime împotriva populației locale și a subordonaților, devenind cunoscut ca „Baronul sângeros”. Ungern von Sternberg era cunoscut și ca „Baronul nebun” datorită comportamentului excentric. Semenov și Ungern von Sternberg, deși anti-bolșevici, nu făceau parte din Armata albă, refuzând să recunoască autoritatea amiralului Alexandr Vasilevici Kolchak, conducătorul oficial al mișcării. Au fost în schimb ajutați cu arme și bani de japonezi, care aveau intenția de a stabili un stat-marionetă, condus de Semenov. Pentru liderii albi, care luptau pentru o Rusie "puternică și indivizibilă", aceasta constituia înaltă trădare.
Armata lui Ungern von Sternberg era compusă din trupe ruse, cazaci și buriați. Denumirea oficială era "Divizia de cavalerie din Asia". Anumiți scriitori, precum Robert de Goulaine și Hugo Pratt, au numit-o "Divizia Sălbatică", însă nu trebuie confundată cu altă "Divizie sălbatică", compusă din caucazieni, care a luptat de asemenea împotriva bolșevicilor.
Unitatea lui Ungern von Sternberg a jefuit trenurile cu provizii atât ale Armatei albe, cât și ale Armatei roșii. Armata amiralului Kolchak, care opera în Siberia centrală, în munții Urali, la vest de zona lacului Baikal, a resimțit serios aceste atacuri asupra trenurilor de aprovizionare care veneau dinspre Vladivostok, pe Calea ferată trans-siberiană.

### Separarea de Armata albă, 1920
În 1920, Ungern von Sternberg s-a separat de Semenov și a devenit independent. El considera monarhia ca fiind singurul sistem social care poate salva civilizația occidentală de corupție și auto-distrugere. A început să urmărească ideea restaurării dinastiei Qing în China, scopul ulterior fiind unirea națiunilor din Extremul Orient sub conducerea ei. 
Din 1919 Mongolia fusese ocupată Armata republicană chineză. La sfârșitul anului 1920 - începutul anului 1921, armata lui Ungern von Sternberg a intrat în Mongolia, la invitația fostului han mongol Bogd Khan, detronat de chinezi. În ianuarie 1921, divizia lui Ungern von Sternberg atacă Urga (fosta denumire a Ulaanbaatarului) de câteva ori, dar au fost respinși cu pierderi mari. Ungern von Sternberg ordonă trupelor sale să aprindă un mare număr de focuri de tabără pe dealurile dimprejurul orașului, creând aparența unei armate de dimensiuni mult mai mari. În februarie 1921, fără să mai lupte, a alungat trupele chineze.

### Dictatorul Mongoliei, 1921
Pe 13 martie 1921, Mongolia a fost proclamată monarhie independentă, iar Ungern von Sternberg dictator. El se considera o reîncarnare a lui Ginghis Han; era de asemenea un mistic fascinat de credințele și religiile Extremului orient, precum Budismul. Scurta sa perioadă la conducerea Mongoliei a fost caracterizată de un regim de teroare și jafuri ale armatei sale.

### Înfrângerea, capturarea și execuția, 1921
O armată condusă de liderul pro-sovietic mongol Damdin Sühbaatar îl învinge și îl înlătură de la putere. În luna mai, cu rămășițele forțelor sale, Ungern von Sternberg intră pe teritoriul sovietic lângă Troitskosavsk (acum Kiakhta, Buriația). După câteva succese în mai și iunie, Ungern von Sternberg a fost învins în iulie-august, apoi a fost predat chiar de către proprii soldați Armatei roșii, pe 21 august.
După un scurt proces al unui un tribunal militar condus de CEKA, Ungern von Sternberg a fost condamnat la moarte și executat, în Novonikolayevsk (acum Novosibirsk), la 15 septembrie 1921.